# 居伊·福尔热
居伊·福尔热（法語：Guy Forget，1965年1月4日—），法国男子网球运动员。他曾代表法国参加1984年、1988年和1992年夏季奥林匹克运动会网球比赛。他也曾获得辛辛那提网球公开赛男子单打冠军。